# Joachim Cast
Joachim Cast (* 4. März 1968 in Marbach am Neckar) ist ein ehemaliger deutscher Fußballspieler.
Er begann das Fußballspielen beim TSG Steinheim und wechselte 1989 zum FC Marbach in die Oberliga Baden-Württemberg. 1992 ging er zum Ligakonkurrenten TSF Ditzingen, mit denen er sich für die neu geschaffene Regionalliga Süd qualifizierte. Von 1995 bis 2001 spielte er beim SSV Reutlingen. Mit Reutlingen wurde er Deutscher Amateurmeister 1997 und stieg im Jahr 2000 in die 2. Bundesliga auf. Zum Abschluss seiner aktiven Karriere spielte er bei den Stuttgarter Kickers, wo er im Anschluss als Manager tätig war. Von Juli 2015 bis Juni 2019 arbeitete er als Manager Sportorganisation für den VfB Stuttgart.

## Erfolge
- Deutscher Amateurmeister 1997
- Meister der Regionalliga Süd 2000